# Lægemiddelforskning - fra idé til præparat
|  | Denne artikel er oprettet af botten Steenthbot ud fra en ekstern database. Den kan derfor have sproglige fejl eller mangler. Denne skabelon kan fjernes efter kontrol af indholdet. |

Lægemiddelforskning - fra idé til præparat er en dansk dokumentarfilm instrueret af Claus Ørsted.